# Operazione Nastro Giallo

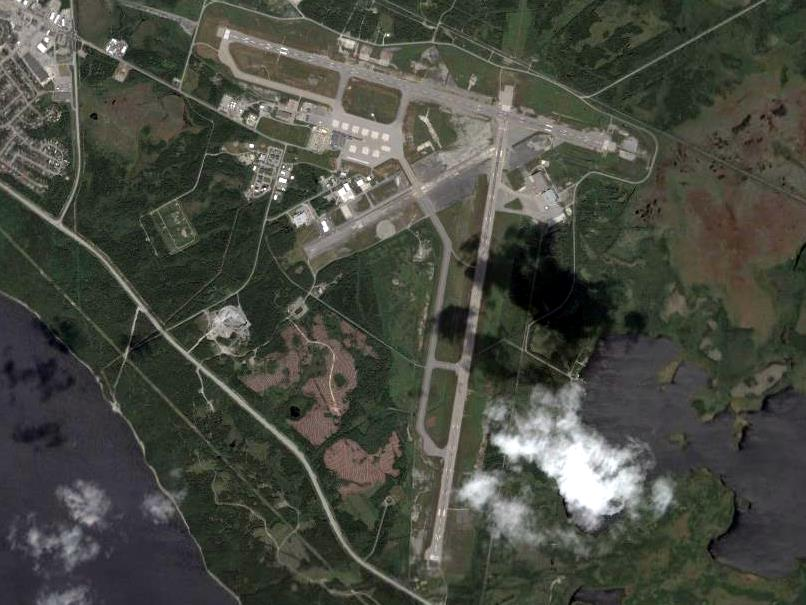
L'Aeroporto Internazionale di Gander nella Terranova, Canada ospitò 38 aeromobili per un totale di 6.122 passeggeri e 473 membri dell'equipaggio durante l'operazione Nastro Giallo.

L'operazione Nastro Giallo fu avviata dal Ministero dei trasporti canadese per gestire il dirottamento dei voli civili in risposta agli attentati dell'11 settembre 2001. L'obiettivo del Canada era assicurarsi che il traffico aereo potenzialmente distruttivo venisse rimosso dallo spazio aereo il più velocemente possibile, allontanandolo dai potenziali obiettivi sensibili e facendo atterrare gli aeromobili in Canada, principalmente in aeroporti militari e civili situati soprattutto nelle regioni di Nuova Scozia, Terranova, Labrador e Columbia Britannica dove la minaccia poteva essere meglio contenuta e neutralizzata. Poiché nessuno degli aerei coinvolti si rivelò poi essere una minaccia, il Canada ha dovuto ospitare le tante persone a bordo degli aerei durante il periodo di stop totale ai voli.
Il Canada diede inizio all'operazione alle 13:45 UTC dell'11 settembre 2001 subito dopo che la Federal Aviation Administration (FAA) americana bloccò a terra tutti gli aerei negli Stati Uniti. La FAA lavorò poi con il Ministero dei trasporti canadese per dirottare tutti i voli internazionali diretti negli Stati Uniti verso gli aeroporti del Canada. 
Durante l'operazione tutti i voli in partenza furono cancellati, eccetto i voli della polizia, quelli militari e umanitari. Per la prima volta il Canada chiudeva il proprio spazio aereo. Il risultato dell'operazione Nastro Giallo fu il dirottamento di 255 aerei in 17 aeroporti del paese.

## Le azioni messe in atto
Dopo aver appreso della decisione da parte della FAA di chiudere lo spazio aereo statunitense, il ministro dei trasporti David Collenette ordinò che gli aeroporti canadesi venissero immediatamente chiusi a tutti i voli fatta eccezione per:
- voli della Polizia
- voli militari
- voli umanitari
- voli internazionali diretti negli Stati Uniti e in Canada

Fu la prima chiusura dello spazio aereo canadese. Al momento degli attacchi terroristici dell'11 settembre circa 500 aerei erano in volo per gli Stati Uniti. Il Ministero dei trasporti canadese diede istruzione all'ente di assistenza al volo di autorizzare l'atterraggio nel più vicino aeroporto canadese a tutti i voli internazionali diretti negli Stati Uniti e in Canada che si trovavano già a metà della propria rotta. È stato calcolato che ogni minuto due aerei entravano nello spazio aereo canadese e andavano perciò gestiti dall'ente di assistenza al volo.
Durante l'operazione il centro di emergenza che era stato istituito doveva affrontare tutta una serie di problemi:
- decidere dove far atterrare ciascun aereo.
- gestire lo sbarco e i controlli doganali, di sicurezza e di frontiera di migliaia di passeggeri inattesi, che si trovavano spesso in piccoli aeroporti secondari.

## Aerei in volo sull'Atlantico
L'operazione fu una vera sfida per gli aeroporti della sponda atlantica del Canada. L'ente di controllo e assistenza al volo canadese aveva dato istruzioni a tutti i voli provenienti dall'Europa di evitare l'Aeroporto Internazionale di Toronto-Pearson e l'Aeroporto Internazionale di Montréal-Pierre Elliott Trudeau come misura di sicurezza, poiché erano tra gli aeroporti più trafficati del Canada. La maggior parte dei voli provenienti dall'Europa fu accolta da piccoli aeroporti sulla sponda atlantica, sebbene alcuni voli dirottati atterrarono anche a Toronto e a Montréal.
L'Aeroporto Internazionale di Gander, il primo aeroporto nordamericano sulla rotta transatlantica, accolse ben 39 aeromobili wide-body, la maggior parte diretti negli Stati Uniti. Il numero totale di passeggeri e membri dell'equipaggio ospitati a Gander fu di circa 6.600 persone. La popolazione totale di Gander è meno di 10.000 persone, così lo sforzo necessario per ospitare tanti arrivi inattesi fu davvero enorme. L'Aeroporto Internazionale di Halifax Stanfield gestì 44 voli in modo simile.

## Aerei in volo sul Pacifico
La maggior parte dei voli provenienti dall'Asia non ebbe altra scelta che quella di atterrare all'Aeroporto Internazionale di Vancouver, poiché era l'unico aeroporto canadese sulla sponda occidentale in grado di accogliere i grandi aeromobili wide-body usati nelle rotte transpacifiche. 34 voli con un totale di 8.500 passeggeri a bordo terminarono il loro viaggio a Vancouver. Le immagini satellitari dell'aeroporto il 12 settembre 2001 mostrano aeromobili parcheggiati ovunque, solo la pista sud rimaneva sgombra.

## Coinvolgimento dell'Esercito
Si verificarono anche diversi incidenti in cui caccia militari scortarono jet civili nello spazio aereo canadese. Uno dei voli intercettati fu il volo Korean Air Lines 85 diretto ad Anchorage, Alaska, con prosecuzione per New York che si riteneva fosse stato dirottato. La paura che l'aereo venisse fatto schiantare ad Anchorage portò all'evacuazione immediata di molti edifici pubblici della città. Il volo aveva poco carburante a bordo e secondo le autorità si erano verificati problemi di comunicazione con l'equipaggio. Quando l'aereo atterrò all'aeroporto l'equipaggio fu fatto scendere con armi puntate. Tutto l'incidente fu provocato da un transponder malfunzionante.
Il National Post rivelò che incidenti simili capitarono all'aeroporto di Vancouver, dove due caccia americani scortarono un Boeing 747 di Air China proveniente dall'Aeroporto Internazionale di Pechino e diretto a San Francisco. Le autorità dell'aeroporto hanno in seguito dichiarato che si trattò di un semplice problema di comunicazione che aveva fatto scattare la procedura di allarme.

## Reazioni

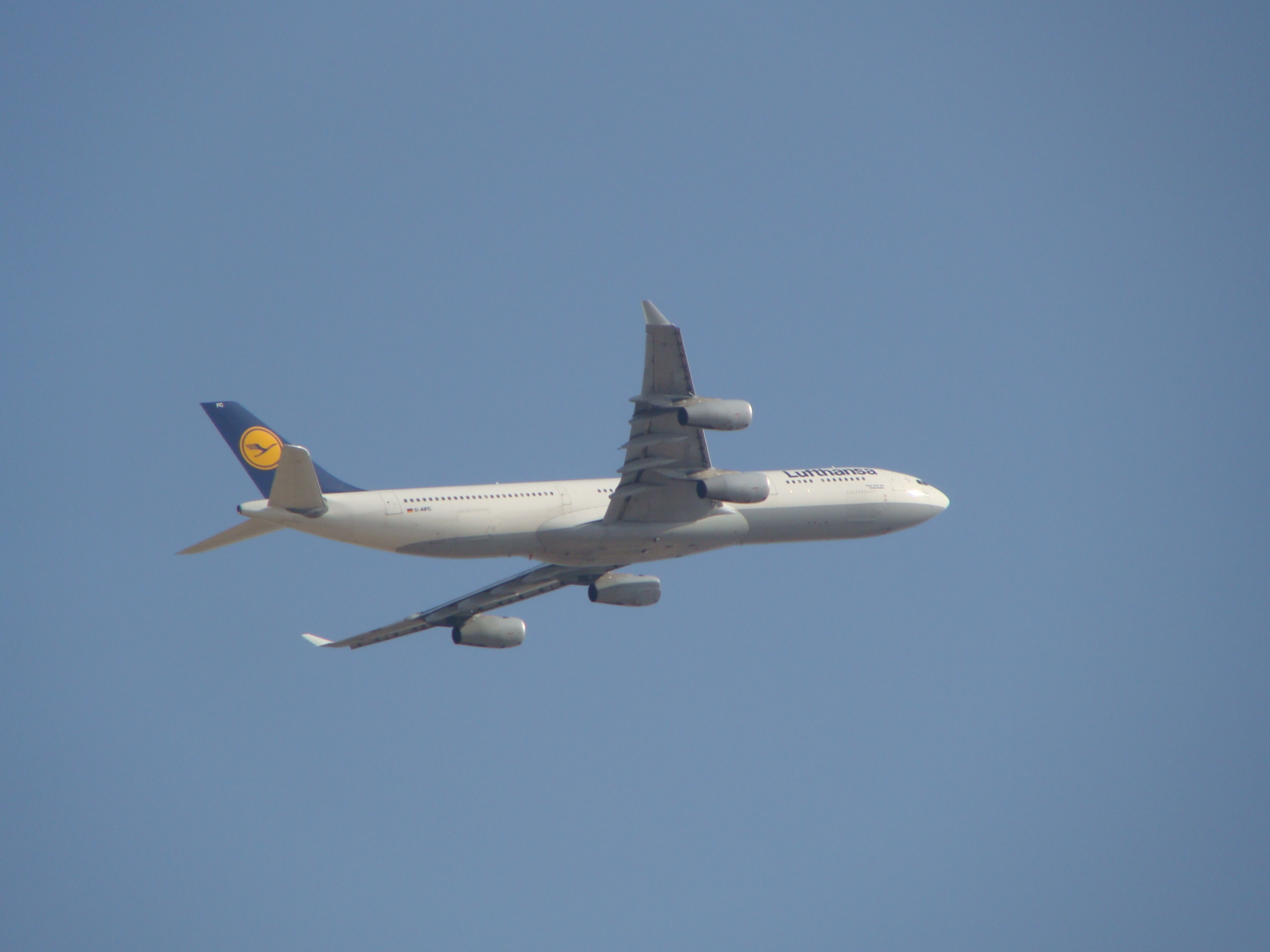
Lufthansa ha chiamato un Airbus A340 Gander/Halifax, per onorare le due città che hanno accolto i voli dirottati durante l'operazione Nastro Giallo

Prima dell'atterraggio, la maggior parte dei piloti non informò i passeggeri della situazione o degli attacchi in corso per evitare scene di panico. Su alcuni aerei nemmeno i piloti erano al corrente di quanto era successo alle Torri Gemelle. Solo dopo l'atterraggio i piloti rivelarono ai passeggeri cosa era successo, in alcuni casi anche andando a dare spiegazioni direttamente in cabina. I passeggeri dovettero attendere ore per lo sbarco perché il Ministero dei Trasporti canadesi era allo stato di massima allerta. Personale extra fu impiegato negli aeroporti per eseguire i controlli di sicurezza su ciascun aeromobile, che spesso si trovano in fila su piste chiuse.
L'Aeroporto Internazionale di Halifax accolse il più alto numero di voli, mentre l'Aeroporto Internazionale di Vancouver il più alto numero di passeggeri.

## Conseguenze per il Canada
L'operazione Nastro Giallo ebbe molte conseguenze anche per i canadesi. Dopo i compiti iniziali di gestione del dirottamento dei voli, migliaia di passeggeri ed equipaggi dovevano essere alloggiati fino al termine della crisi. Durante il dirottamento dei voli gli aeroporti furono inondati di chiamate. Migliaia di persone furono ospitate in hotel, scuole e palestre. Lo sforzo profuso dai canadesi per gestire la situazione di emergenza fu riconosciuto da passeggeri, compagnie aeree e governi di tutto il mondo.